# Шеикхупура
Шеикхупура (урд. شيخوپورہ) је град у Пакистану у покрајини Панџаб. Према процени из 2006. у граду је живело 374.011 становника.

## Становништво
Према процени, у граду је 2006. живело 374.011 становника.
| 1981.   | 1998.   | 2006.   |
| ------- | ------- | ------- |
| 141.168 | 271.875 | 374.011 |